# Paul Gaulot
Paul Gaulot, né le 6 octobre 1852 à Lyon et mort le 19 février 1937 à Paris, est un écrivain, journaliste, avocat et historien français.

## Biographie
Né à Lyon en 1852, Paul Gaulot fait ses études classiques au lycée de sa ville natale puis à la Faculté de Paris où il étudie le Droit à partir de ses vingt-ans et où il est reçu docteur à vingt-trois ans. Inscrit, dès 1872, au barreau de la Cour d'appel, il devient secrétaire de l'un de ses supérieurs et plaide de nombreuses affaires avec l'aide de son cousin. 
En 1882, il abandonne le Droit pour se consacrer entièrement à la littérature et publie ainsi, dès l'année suivante, son premier roman intitulé Mademoiselle de Poncin.

## Œuvres
- Le Mariage de Jules Lavernat, Paris : P. Ollendorff, 1884
- L'Illustre Casaubon, Paris : P. Ollendorff , 1886
- Le Chemin, saynète en vers, Paris : P. Ollendorff , 1886
- Un complot sous la Terreur, Paris : P. Ollendorff , 1889 (2 éditions)
- A Racine, à propos en vers dit à la Comédie française, Paris : P. Ollendorff, 1889
- A Corneille, poésie dite à la Comédie-française, Paris : P. Ollendorff , 1891
- Un Ami de la reine (Marie-Antoinette, M. de Fersen), Paris : P. Ollendorff , 1892 (2ème édition, Albin Michel, 1928)
- Un Ami de la reine, Paris : P. Ollendorff , 1892 (autres éditions, impr. Paul Dupont ; Paris, Albin Michel, éditeur, 1928)
- Augustine Brohan, auteur dramatique, 1893
- Les Chemises rouges, une conspiration sous la Terreur, Paris : P. Ollendorff, 1893
- La Fête de l'Etre suprême, 20 prairial an II-8 juin 1794, 1894
- L'Épingle verte. 2e édition, Paris : P. Ollendorff , 1896
- Napoléon et l'empereur de Russie, Paris : Henri Gautier, 1897
- L'assassinat du maréchal d'Ancre, Paris : Henri Gautier, 1897
- Le ministère Girondin du 15 mars, Paris : Henri Gautier, 1897

## Sources
- Dictionnaire national des contemporains, Ouvrage rédigé sous la direction de C.E. Curinier, Volume 3, C E. Curinier, 1899